# II. Lajos holland király
Napoléon-Louis Bonaparte (Párizs, 1804. október 18. – Forlì, Romagna, 1831. március 17.) francia herceg, Louis Bonaparte (azaz I. Lajos holland király) második fia, Napóleon császár unokaöccse, III. Napóleon császár bátyja. 1810-ben néhány napig II. Lajos néven a Holland Királyság (1806–1810) uralkodója (Louis II de Hollande, hollandul Napoleon Lodewijk II), 1809–1815-ig Kleve és Berg hercege, az itáliai carbonari mozgalom harcosa.

## Élete

### Származása
Napoléon Louis herceg édesapja Louis Bonaparte volt, I. Napóleon császár öccse, édesanyja Hortense de Beauharnais, Jozefina francia császárnénak és első férjének, Alexandre de Beauharnaisnak leánya, I. Lajos néven Hollandia királya. Hárman voltak testvérek:
- Napoléon Louis Charles Bonaparte (1802–1807), kisgyermekként meghalt.
- Napoléon Louis Bonaparte (1804–1831); II. Lajos holland király.
- Charles Louis Napoléon Bonaparte (1808–1873), a későbbi III. Napóleon, a franciák császára.

1805. március 24-én VII. Piusz pápa keresztelte meg Saint-Cloud-ban (Île-de-France).

### Ifjúsága
1806-ban kétéves volt, amikor apja a Napóleon által létrehozott Holland Királyság uralkodója lett, I. Lajos király (Lodewijk I Napoleon) néven. 1807-ben bátyja, Napoléon Louis Charles herceg négyévesen meghalt, így Napoléon Louis lett a holland trónörökös. Ekkor Napóleonnak még nem volt saját fia, és Napoléon Louis herceg lett a francia császári trón hivatalos várományosa, mint a császár legidősebb unokaöccse. 1809. március 3-án a császártól megkapta Kleve és Berg uralkodó hercegi címeit (Herzog von Kleve, Herzog von Berg).
Szüleinek házassága megromlott, 1810-től már gyakorlatilag külön éltek, de hivatalosan nem válhattak el. Anyja, Hortense de Beauharnais Párizsba költözött két fiával.
1810-ben, a Hollandia elleni angol támadás nyomán kialakult ingatag helyzetben a császár lemondásra szólította fel az alkalmatlannak minősített Louis Bonaparte-t. Ő kényszerűen leköszönt fiának, a hatéves Napoléon Louis régensnek javára, aki két héten át, 1810. július 1-jétől július 13-áig II. Lajos (Lodewijk II) néven Hollandia királya volt, ekkor Napóleon császár csapatai bevonultak az országba, a Holland Királyságot megszüntették, és a Francia Császársághoz csatolták.
1811-ben megszületett Napóleon császár és Mária Lujza császárné fia, François Joseph Charles herceg, ezzel Napoléon Louis herceg elveszítette császári trónörökösi címét. Ugyanebben az évben édesanyja viszonyba keveredett Charles de Flahaut tábornokkal, Talleyrand törvénytelen fiával, Murat marsall szárnysegédjével. A kapcsolatból egy fiuk született, Charles de Morny (1811–1865), Napoléon Louis féltestvére. A hír hallatán a svájci száműzetésben élő apja, Louis Bonaparte benyújtotta a házasság felbontására irányuló kérelmét a pápának, aki ismét visszautasította.

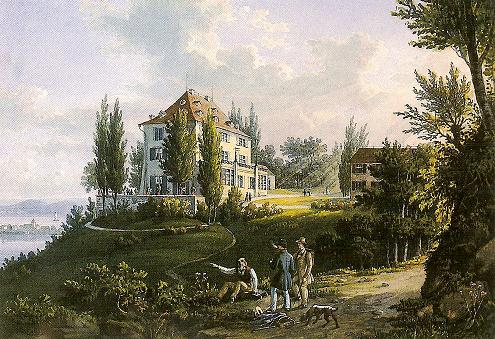
Az Arenenberg kastély 1840-ben (Salenstein, Thurgau kanton, Svájc).

A Bourbonok visszatérése után 1815-ben Napoléon Louis herceg elveszítette Berg hercegének címét, amit Napóleon császártól kapott. Anyjával Svájcba ment, ahol Thurgau kantonban, a salensteini Arenenberg kastélyban laktak.

### Házassága, halála
Napoléon Louis herceg 1826. július 23-án Brüsszelben feleségül vette első unokanővérét, Charlotte Napoléone Bonapartét (1802–1839), Napóleon császár legidősebb bátyjának, Joseph Bonaparténak, a volt nápolyi és spanyol királynak (1768–1844) és Juliet Marie Clarynek (1771–1845) legfiatalabb leányát. November 10-én egyházi esküvőt is tartottak Firenzében. Házasságuk gyermektelen maradt.
Csatlakozott az itáliai karbonári (carbonari) mozgalomhoz, és bátyjával, Louis-Napoléonnal együtt igyekezett részt venni az itáliai egységmozgalom (risorgimento) küzdelmeiben. 1830-ban Romagna tartományban belekeveredett egy összeesküvésbe, amely a tartomány elszakadására irányult. Letartóztatták és kiutasították.
1831-ben az itáliai Romagna tartományba szökött öccsével együtt, hogy a pápai államtól elszakadni akaró olasz felkelőkhöz csatlakozzon. A kaland rossz véget ért: 1831. március 17-én az osztrák és pápai csapatok ellen Forlì mellett vívott harcok során életét veszítette. Halálának pontos okát teljes bizonyossággal nem tudjuk, de valószínűleg kanyaróban halt meg, amely abban az időben járványszerűen terjedt, mindkét fivér megkapta, súlyosan meg is betegedtek, és csak Louis-Napoléon élte túl a fertőzést, akit azután anyja, Hortense hercegnő csempészett ki az osztrák hadsereg gyűrűjéből, hamisított angol útlevéllel.
Napoléon Louis herceg testét az apja által épített Saint-Leu kastélyban (ma: Saint-Leu-la-Forêt) temették el. Özvegye feleségül ment Potocki lengyel grófhoz, és meghalt első gyermeke születésekor, 1839-ben.

### A Bonaparte-ház örökösei
Napóleon császár egyetlen törvényes fia, a reichstadti herceg meghalt a következő évben. Különös módon a Bonaparte-ház hatalmát Napoléon Louis legifjabb öccse, Louis-Napoléon herceg állította helyre 1852-ben, III. Napóleon néven.